# 烏得勒支 (夸祖魯-納塔爾省)

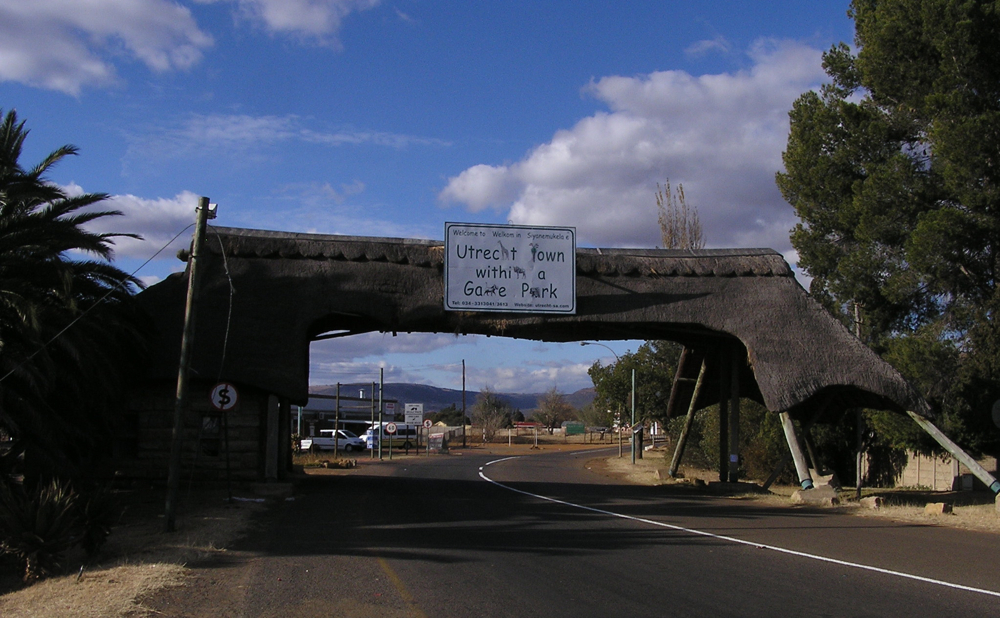

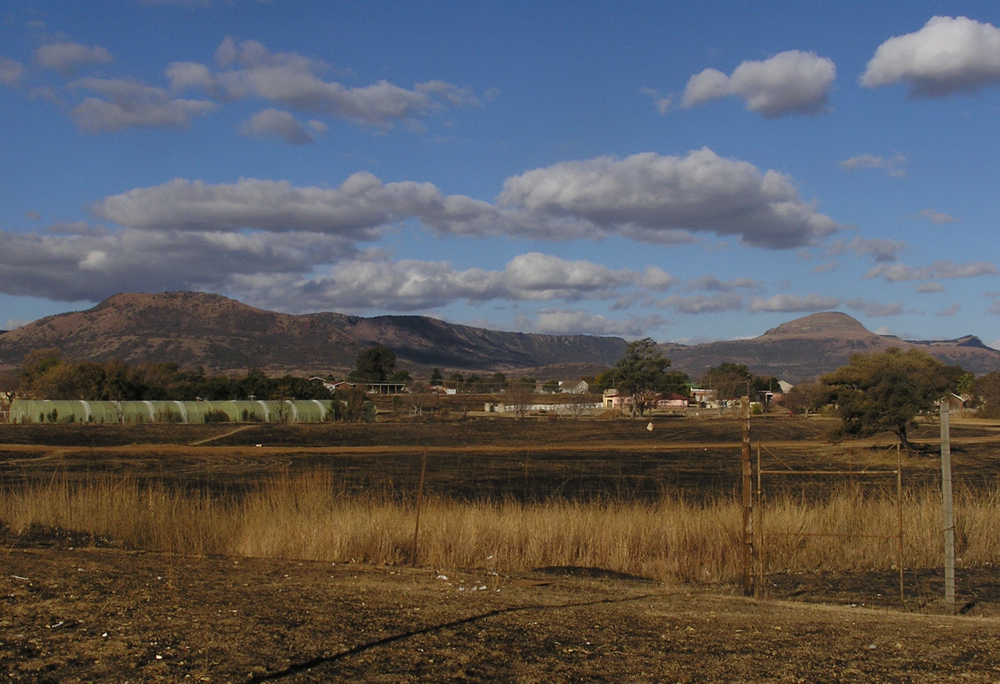

烏得勒支是南非的城鎮，位於該國東北部，由夸祖魯-納塔爾省負責管轄，距離紐卡素50公里，始於1853年，面積57.6平方公里，2001年人口4,365，人口密度每平方公里76人。